# 立原元夫
立原 元夫（たつはら もとお、1913年1月14日 - 没年不明）は、東京市品川区出身のサッカー選手。

## 経歴
法曹の雄と呼ばれた花井卓蔵の五男として生まれた。卓蔵の生家であった立原家に跡継ぎが無く断絶していたため、1928年（昭和3年）4月に立原姓を名乗り、立原家を死跡相続した。
東京高等師範学校附属中学校（現：筑波大学附属高校）在学中よりサッカーを始め、1933年に早稲田大学に入学し、在学中はア式蹴球部に所属した。1934年に開催された第10回極東選手権競技大会の日本代表に選出され、5月13日のオランダ領東インド（現：インドネシア）代表戦で日本代表として初出場した。1935年にはア式蹴球部の主将を務めた。
1936年3月に早稲田大学を卒業して大日本人造肥料（現：日産化学）に入社、傘下の合同油脂に勤務した。同年に開催されたベルリンオリンピックの日本代表に選出され、1936年8月のスウェーデン代表戦など2試合に出場した（ベルリンの奇跡を参照）。
1937年には従軍し、張家口・大同方面の戦闘に参加した。
1942年8月、満州国建国十周年慶祝東亜競技大会の日本代表に選出され、主将として3試合に出場した。
その後、日産化学から分離した日本油脂（現・日油）で神明工場副工場長などを務めたのち、関連会社の日油タセト商事（現・タセト）の代表取締役となった。

## 所属クラブ
- 東京高等師範学校附属中学校（現：筑波大学附属高校）
- 早稲田大学
- 早稲田大学WMW

## 代表歴

### 出場大会
- 1934年 第10回極東選手権競技大会
- 1936年 ベルリンオリンピック
- 1942年：満州国建国十周年慶祝東亜競技大会

### 試合数
- 国際Aマッチ 4試合 0得点(1934-1936)

| 日本代表 | 国際Aマッチ | 国際Aマッチ | その他 | その他 | 期間通算 | 期間通算 |
| 年       | 出場        | 得点        | 出場   | 得点   | 出場     | 得点     |
| -------- | ----------- | ----------- | ------ | ------ | -------- | -------- |
| 1934     | 2           | 0           | 0      | 0      | 2        | 0        |
| 1935     | 0           | 0           | 0      | 0      | 0        | 0        |
| 1936     | 2           | 0           | 4      | 0      | 6        | 0        |
| 1937     | 0           | 0           | 0      | 0      | 0        | 0        |
| 1938     | 0           | 0           | 0      | 0      | 0        | 0        |
| 1939     | 0           | 0           | 0      | 0      | 0        | 0        |
| 1940     | 0           | 0           | 0      | 0      | 0        | 0        |
| 1941     | 0           | 0           | 0      | 0      | 0        | 0        |
| 1942     | 0           | 0           | 3      | 0      | 3        | 0        |
| 通算     | 4           | 0           | 7      | 0      | 11       | 0        |

### 出場
| No. | 開催日         | 開催都市 | スタジアム | 対戦相手           | 結果 | 監督     | 大会         |
| --- | -------------- | -------- | ---------- | ------------------ | ---- | -------- | ------------ |
| 1.  | 1934年05月13日 | マニラ   |            | オランダ領東インド | ●1-7 | 竹腰重丸 | 極東選手権   |
| 2.  | 1934年05月20日 | マニラ   |            | 中華民国           | ●3-4 | 竹腰重丸 | 極東選手権   |
| 3.  | 1936年08月04日 | ベルリン |            | スウェーデン       | ○3-2 | 鈴木重義 | オリンピック |
| 4.  | 1936年08月07日 | ベルリン |            | イタリア           | ●0-8 | 鈴木重義 | オリンピック |